# Eva Vedder
Eva Vedder (Paesi Bassi, 23 novembre 1999) è una tennista olandese.

## Carriera
Eva Vedder ha vinto 3 titoli nel singolare e 27 titoli nel doppio nel circuito ITF nella sua carriera. Il 9 gennaio 2023, ha raggiunto il best ranking mondiale nel singolare alla 221ª posizione, e il suo best ranking mondiale nel doppio alla 110ª posizione il 3 aprile successivo.

## Circuito WTA 125

### Doppio

#### Sconfitte (1)
| N. | Data              | Torneo                  | Superficie  | Compagna     | Avversarie in finale                  | Punteggio |
| 1. | 11 settembre 2022 | Open delle Puglie, Bari | Terra rossa | Andrea Gámiz | Elisabetta Cocciaretto Olga Danilović | 2-6, 3-6  |

## Statistiche ITF

### Singolare

#### Vittorie (3)
| Torneo $100.000 (0) |
| Torneo $80.000 (0)  |
| Torneo $60.000 (0)  |
| Torneo $40.000 (0)  |
| Torneo $25.000 (1)  |
| Torneo $15.000 (2)  |

| N. | Data           | Torneo                        | Superficie  | Avversaria in finale | Punteggio |
| 1. | 12 maggio 2019 | Magic Tours, Tabarka          | Terra rossa | Ani Vangelova        | 6-1, 6-4  |
| 2. | 28 luglio 2019 | Magic Tours, Tabarka          | Terra rossa | Maëlys Bougrat       | 7-5, 6-3  |
| 3. | 17 aprile 2022 | ForteVillage ITF Trophy, Pula | Terra rossa | Lina Ǵorčeska        | 6-2, 6–3  |

#### Sconfitte (4)
| Torneo $100.000 (0) |
| Torneo $80.000 (0)  |
| Torneo $60.000 (1)  |
| Torneo $40.000 (2)  |
| Torneo $25.000 (1)  |
| Torneo $15.000 (0)  |

| N. | Data             | Torneo                                          | Superficie  | Avversaria in finale | Punteggio   |
| 1. | 30 gennaio 2022  | Confederacao Brasileira de Tenis, Florianópolis | Cemento     | Elizabeth Mandlik    | 3-6, 4-6    |
| 2. | 24 novembre 2024 | MNO Tennis Series, Boca Raton                   | Terra verde | Whitney Osuigwe      | 6(8)-7, 3-6 |
| 3. | 2 febbraio 2025  | Georgia's Rome Tennis Open, Rome                | Cemento (i) | Victoria Mboko       | 5-7, 3-6    |
| 4. | 29 giugno 2025   | Open Ciudad de Palma del Río, Palma del Río     | Cemento     | Clervie Ngounoue     | 1-6, 4-6    |

### Doppio

#### Vittorie (27)
| Torneo $100.000 (1) |
| Torneo $80.000 (0)  |
| Torneo $60.000 (4)  |
| Torneo $40.000 (1)  |
| Torneo $25.000 (8)  |
| Torneo $15.000 (13) |

| N.  | Data              | Torneo                                                        | Superficie  | Partner                | Rivali in finale                                | Risultato         |
| 1.  | 14 luglio 2018    | Amstelveen Future, Amstelveen                                 | Terra rossa | Marlies Szupper        | Emily Appleton Dasha Ivanova                    | 6-3, 6-4          |
| 2.  | 18 agosto 2018    | ITF Women's Circuit Oldenzaal, Oldenzaal                      | Terra rossa | Annick Melgers         | Dominique Karregat Eliessa Vanlangendonck       | 3–6, 6–2, [11–9]  |
| 3.  | 24 novembre 2018  | Digicall Futures, Stellenbosch                                | Cemento     | Maya Tahan             | Stephanie Kent Anastasija Šaulskaja             | 6-3, 6-0          |
| 4.  | 1º dicembre 2018  | Digicall Futures, Stellenbosch                                | Cemento     | Maya Tahan             | Ekaterina Makarova Sari Stegmann                | 6-0, 6-4          |
| 5.  | 23 febbraio 2019  | Magic Tours, Monastir                                         | Cemento     | Arianne Hartono        | Andrea Lázaro García Despina Papamichail        | 6–4, 3–6, [10–7]  |
| 6.  | 27 luglio 2019    | Magic Tours, Tabarka                                          | Terra rossa | Stéphanie Visscher     | Elizabeth Danailova Chelsea Vanhoutte           | 2–6, 6–2, [10–5]  |
| 7.  | 3 agosto 2019     | Magic Tours, Tabarka                                          | Terra rossa | Stéphanie Visscher     | Sowjanya Bavisetti Sravya Shivani Chilakalapudi | 6-2, 6-2          |
| 8.  | 17 agosto 2019    | Broekhuis Peugeot World Tennis Tour Oldenzaal, Oldenzaal      | Terra rossa | Stéphanie Visscher     | Julia Kimmelmann Anna Prib'lova                 | 7-6(5), rit.      |
| 9.  | 12 ottobre 2019   | GD Tennis Cup Series, Adalia                                  | Cemento     | Stéphanie Visscher     | Anna Gabric Romy Kölzer                         | 6-3, 6-0          |
| 10. | 16 novembre 2019  | Cancun Tennis Cup, Cancún                                     | Cemento     | Maya Tahan             | Allura Zamarripa Maribella Zamarripa            | 6–4, 4–6, [10–2]  |
| 11. | 25 gennaio 2020   | Cancun Tennis Cup, Cancún                                     | Cemento     | Stéphanie Visscher     | Mayuka Aikawa Utaka Kishigami                   | 6-3, 6-4          |
| 12. | 17 ottobre 2020   | Madeira Ladies Open, Funchal                                  | Cemento     | Arianne Hartono        | Ingrid Gamarra Martins Beatriz Haddad Maia      | 4–6, 6–1, [10–7]  |
| 13. | 1º maggio 2021    | Magic Tours, Monastir                                         | Cemento     | Stéphanie Visscher     | Emma Davis Erika Sema                           | 6-0, 6-4          |
| 14. | 24 luglio 2021    | Telavi Open, Telavi                                           | Terra rossa | Stéphanie Visscher     | Victoria Bosio Angelica Moratelli               | 3-6, 6-4, [13-11] |
| 15. | 18 settembre 2021 | Jozi Open, Johannesburg                                       | Cemento     | Stéphanie Visscher     | Amina Anšba Vlada Koval'                        | 6-4, 6-4          |
| 16. | 29 ottobre 2021   | Kiriat Motzkin Open, Kiryat Motzkin                           | Cemento     | Quirine Lemoine        | Marija Bondarenko Carole Monnet                 | 6-0, 6-2          |
| 17. | 16 aprile 2022    | ForteVillage ITF Throphy, Pula                                | Terra rossa | Lina Ǵorčeska          | Lea Bošković Tena Lukas                         | 7-5, 6-2          |
| 18. | 16 luglio 2022    | Torneo Internazionale Femminile Antico Tiro a Volo, Roma      | Terra rossa | Andrea Gámiz           | Estelle Cascino Camilla Rosatello               | 7-5, 2-6, [13-11] |
| 19. | 29 luglio 2022    | Internazionali di Tennis del Friuli Venezia Giulia, Cordenons | Terra rossa | Angelica Moratelli     | Yuliana Lizarazo Aurora Zantedeschi             | 6-3, 6-2          |
| 20. | 7 ottobre 2023    | Lisboa Belém Open, Lisbona                                    | Terra rossa | Andrea Gámiz           | Tayisiya Morderger Yana Morderger               | 6-1, 6-2          |
| 21. | 27 aprile 2024    | ForteVillage ITF Trophy, Pula                                 | Terra rossa | Martyna Kubka          | Eleni Christofi Sapfo Sakellaridi               | 7-5, 6-3          |
| 22. | 5 maggio 2024     | ForteVillage ITF Trophy, Pula                                 | Terra rossa | Andrea Gámiz           | Laura Hietaranta Sapfo Sakellaridi              | 2-6, 6-2, [10-4]  |
| 23. | 6 luglio 2024     | Amstelveen Women's Open, Amstelveen                           | Terra rossa | Michaëlla Krajicek     | Viktorija Kan Ekaterina Makarova                | w/o               |
| 24. | 17 agosto 2024    | Ladies Open Amstetten, Amstetten                              | Terra rossa | Yvonne Cavallé Reimers | Jesika Malečková Miriam Škoch                   | 6-3, 6-2          |
| 25. | 21 settembre 2024 | ForteVillage ITF Trophy, Pula                                 | Terra rossa | Aliona Bolsova         | Katharina Hobgarski Julie Štruplová             | 6-3, 6-3          |
| 26. | 12 ottobre 2024   | Women's TEC Cup, Cornellà de Llobregat                        | Cemento     | Yvonne Cavallé Reimers | Inès Ibbou Naïma Karamoko                       | 7-5, 7-6(6)       |
| 27. | 26 gennaio 2025   | Vero Beach International Tennis Open, Vero Beach              | Terra verde | Carmen Corley          | Julie Belgraver Jasmijn Gimbrère                | 6-2, 6-3          |

#### Sconfitte (22)
| Torneo $100.000 (2) |
| Torneo $80.000 (0)  |
| Torneo $60.000 (3)  |
| Torneo $40.000 (2)  |
| Torneo $25.000 (8)  |
| Torneo $15.000 (7)  |

| N.  | Data              | Torneo                                                        | Superficie  | Partner             | Rivali in finale                         | Risultato           |
| 1.  | 11 maggio 2019    | Magic Tours, Tabarka                                          | Terra rossa | Stéphanie Visscher  | Bárbara Gatica Rebeca Pereira            | 3–6, 6–1, [5–10]    |
| 2.  | 29 giugno 2019    | ITF World Tennis Tour Alkmaar, Alkmaar                        | Terra rossa | Stéphanie Visscher  | Emily Arbuthnott Gabriella Da Silva-Fick | 4-6, 6-1, [8-10]    |
| 3.  | 21 settembre 2019 | Forte Village International Tournament, Pula                  | Terra rossa | Stéphanie Visscher  | Alina Čaraeva Andrea Gámiz               | 6(1)-7, 3-6         |
| 4.  | 19 ottobre 2019   | GD Tennis Cup Series, Adalia                                  | Cemento     | Stéphanie Visscher  | Mariana Dražić Lina Ǵorčeska             | 5–7, 6–4, [7–10]    |
| 5.  | 29 agosto 2020    | ITF World Tennis Tour Alkmaar, Alkmaar                        | Terra rossa | Stéphanie Visscher  | Suzan Lamens Marine Partaud              | 5-7, 6(3)-7         |
| 6.  | 21 novembre 2020  | Open Gran Canaria Nosolotenis, Las Palmas de Gran Canaria     | Terra rossa | Suzan Lamens        | Lara Salden Kimberley Zimmermann         | 1-6, 3-6            |
| 7.  | 13 febbraio 2021  | ITF Women's Villena, Villena                                  | Cemento     | Stéphanie Visscher  | Alba Carrillo Marín Ángela Fita Boluda   | 5-7, 5–7            |
| 8.  | 22 maggio 2021    | Antalya Series, Adalia                                        | Terra rossa | Stéphanie Visscher  | Katharina Hobgarski Ylena In-Albon       | 3-6, 3-6            |
| 9.  | 26 giugno 2021    | ITF Women's Circuit Alkmaar, Alkmaar                          | Terra rossa | Stéphanie Visscher  | Quirine Lemoine Gabriella Mujan          | 4-6, 1-6            |
| 10. | 21 agosto 2021    | Oldenzaal World Tennis Tour, Oldenzaal                        | Terra rossa | Stéphanie Visscher  | Kanako Morisaki Erika Sema               | 7–5, 3–6, [7–10]    |
| 11. | 25 settembre 2021 | SA Spring Open, Johannesburg                                  | Cemento     | Stéphanie Visscher  | Jenny Dürst Nina Stadler                 | 7–6(5), 5–7, [9–11] |
| 12. | 15 gennaio 2022   | Women's Blumenau-Gaspar, Gaspar                               | Terra rossa | Sofia Sewing        | Andrea Gámiz Bárbara Gatica              | 4-6, 1-6            |
| 13. | 8 maggio 2022     | Wiesbaden Tennis Open, Wiesbaden                              | Terra rossa | Andrea Gámiz        | Amina Anšba Panna Udvardy                | 2-6, 4-6            |
| 14. | 11 febbraio 2023  | Orlando USTA Pro Circuit Event, Orlando                       | Cemento     | Arianne Hartono     | Ashlyn Krueger Robin Montgomery          | 5-7, 1-6            |
| 15. | 25 febbraio 2023  | Women's Santo Domingo, Santo Domingo                          | Cemento     | Arianne Hartono     | Jada Hart Rasheeda McAdoo                | 3-6, 3-6            |
| 16. | 18 marzo 2023     | Mesa de Yeguas, Anapoima                                      | Terra rossa | Andrea Gámiz        | Irina Chromačëva Valerija Strachova      | 0-6, 6-1, [4-10]    |
| 17. | 4 agosto 2023     | Internazionali di Tennis del Friuli Venezia Giulia, Cordenons | Terra rossa | Isabelle Haverlag   | Angelica Moratelli Camilla Rosatello     | 6-0, 2-6, [5-10]    |
| 18. | 12 agosto 2023    | Flanders Ladies Trophy Koksijde, Koksijde                     | Terra rossa | Stéphanie Visscher  | Maileen Nuudi Kajsa Rinaldo Persson      | 3-6, 6-2, [5-10]    |
| 19. | 2 settembre 2023  | SIERS ITF World Tennis Tour Oldenzaal, Oldenzaal              | Terra rossa | Isabelle Haverlag   | Gergana Topalova Daniela Vismane         | 5-7, 6-2, [5-10]    |
| 20. | 6 aprile 2024     | ForteVillage ITF Trophy, Pula                                 | Terra rossa | Anastasia Abbagnato | Martyna Kubka Sapfo Sakellaridi          | 3-6, 6-3, [6-10]    |
| 21. | 18 maggio 2024    | Open Villa de Madrid, Madrid                                  | Terra rossa | Andrea Gámiz        | Destanee Aiava Eleni Christofi           | 3-6, 6-2, [5-10]    |
| 22. | 1º febbraio 2025  | Georgia's Rome Tennis Open, Rome                              | Cemento (i) | Whitney Osuigwe     | Sophie Chang Angela Kulikov              | 6(3)-7, 4-6         |